# Las Vegas (singel)
Las Vegas – singiel szwedzkiego piosenkarza Martina Stenmarcka napisany przez Tima Larssona, Tobiasa Lundgrena, Johana Franssona i Niklasa Edbergera oraz umieszczony na reedycji jego drugiego albumu studyjnego zatytułowanego Think of Me wydanego w 2005 roku.
W połowie listopada 2004 roku utwór został ogłoszony jedną z 32 propozycji (wybranych spośród ponad 3 tys. zgłoszeń) do stawki konkursowej krajowych eliminacji eurowizyjnych Melodifestivalen 2005. 26 lutego 2005 roku został zaprezentowany przez Stenmarcka w trzecim półfinale selekcji i z pierwszego miejsca awansował do finału, w którym został przedstawiony jako pierwszy w kolejności i ostatecznie wygrał po zdobyciu łącznie 212 punktów w głosowaniu jurorów oraz telewidzów, dzięki czemu został propozycją reprezentującą Szwecję w 50. Konkursie Piosenki Eurowizji organizowanym w Kijowie. 
21 maja numer został zaprezentowany przez piosenkarza w finale widowiska, w którym zajął ostatecznie dziewiętnaste miejsce z 30 punktami na koncie.
Utwór zadebiutował na siódmym miejscu listy przebojów w Szwecji, tydzień później dotarł na szczyt zestawienia.
W kwietniu ukazał się oficjalny teledysk do utworu, który został nakręcony w Las Vegas.

## Lista utworów
CD single
1. „Las Vegas” – 3:00
2. „Las Vegas” (Remixed) – 3:12
3. „Las Vegas” (Extended Club Mix) – 6:37
4. „You Won’t See Me Dancing” – 3:11

## Notowania na listach przebojów
| Kraj    | Lista (2005)   | Najwyższe miejsce |
| ------- | -------------- | ----------------- |
| Szwecja | Singles Top 75 | 1                 |